# Sopor Aeternus & The Ensemble of Shadows
Sopor Aeternus & The Ensemble of Shadows è un progetto musicale darkwave fondato nel 1989 a Francoforte dalla compositrice Anna-Varney Cantodea. Le tematiche dei primi lavori si basano su necrofilia omo-erotica, la perdita di una persona cara e la discesa junghiana nelle proprie tenebre spirituali, legate anche alla sessualità personale della fondatrice. L'intero album Poetica è incentrato su Edgar Allan Poe, uno dei suoi scrittori preferiti.
L'aspetto fondamentale del suo lavoro si concentra sull'evocare gli aspetti negativi e talvolta repressi dell'esistenza, che "possono rivelare una bellezza inaspettata". In virtù di ciò è accostabile alla corrente artistica del decadentismo fino al sesto album di Sopor," Songs from the inverted Womb" (Apocalyptic Vision, 2000). Tutte le composizioni del progetto includono fiati, ottoni, quartetti d'arco e chitarre classiche. In qualche caso vengono adoperati sintetizzatori e drum machine o percussioni.

## Discografia
Album in studio
- 1994 - ...Ich töte mich jedesmal aufs Neue, doch ich bin unsterblich, und ich erstehe wieder auf; in einer Vision des Untergangs...
- 1995 - Todeswunsch - Sous Le Soleil De Saturne
- 1997 - Voyager, The Jugglers Of Jusa
- 1997 - The Inexperienced Spiral Traveller (Aus Dem Schoß Der Hölle Ward Geboren Die Totensonne)
- 1999 - Dead Lover's Sarabande - Face One
- 1999 - Dead Lover's Sarabande - Face Two
- 2002 - Es Reiten Die Toten So Schnell (Or:The Vampyre Sucking At His Own Vein)
- 2002 - Nenia C'alladhan
- 2004 - La Chambre D'Echo - Where The Dead Birds Sing
- 2007 - Les Fleurs Du Mal
- 2008 - Sanatorium Altrosa (Musical Therapy For Spiritual Dysfunction)
- 2013 - Poetica, All Beauty Sleeps
- 2014 - Mitternacht
- 2018 - Death & Flamingos
- 2020 - Island Of The Dead
- 2023 - The Rules
- 2023 - Alone at Sam’s
- 2023 - An Evening with...
- 2023 - The Colours

Demo
- 1989 - Es reiten die Toten so schnell

EP
- 1995 - Ehjeh Ascher Ehjeh
- 2004 - Flowers In Formaldehyde
- 2010 - Triptychon of Ghosts, a Strange Thing 2 Say Part One
- 2011 - Triptychon of Ghosts, Have You Seen This Ghost? Part Two
- 2011 - Triptychon of Ghosts, Children Of The Corn Part Three
- 2015 - Angel Of The Golden Fountain
- 2024 - Fab Dead Cult Veil

DVD
- 2005 - The Goat / The Bells Have Stopped Ringing
- 2007 - In Der Palästra

Singoli
- 2011 - Triptychon of Ghosts, Imhotep
- 2012 - The Secret Order Of White Onyx Elephants
- 2018 - Reprise

Raccolte
- 2005 - Like a Corpse Standing in Desperation
- 2018 - The Spiral Sacrifice